# Krebshaus (Eichstätt)

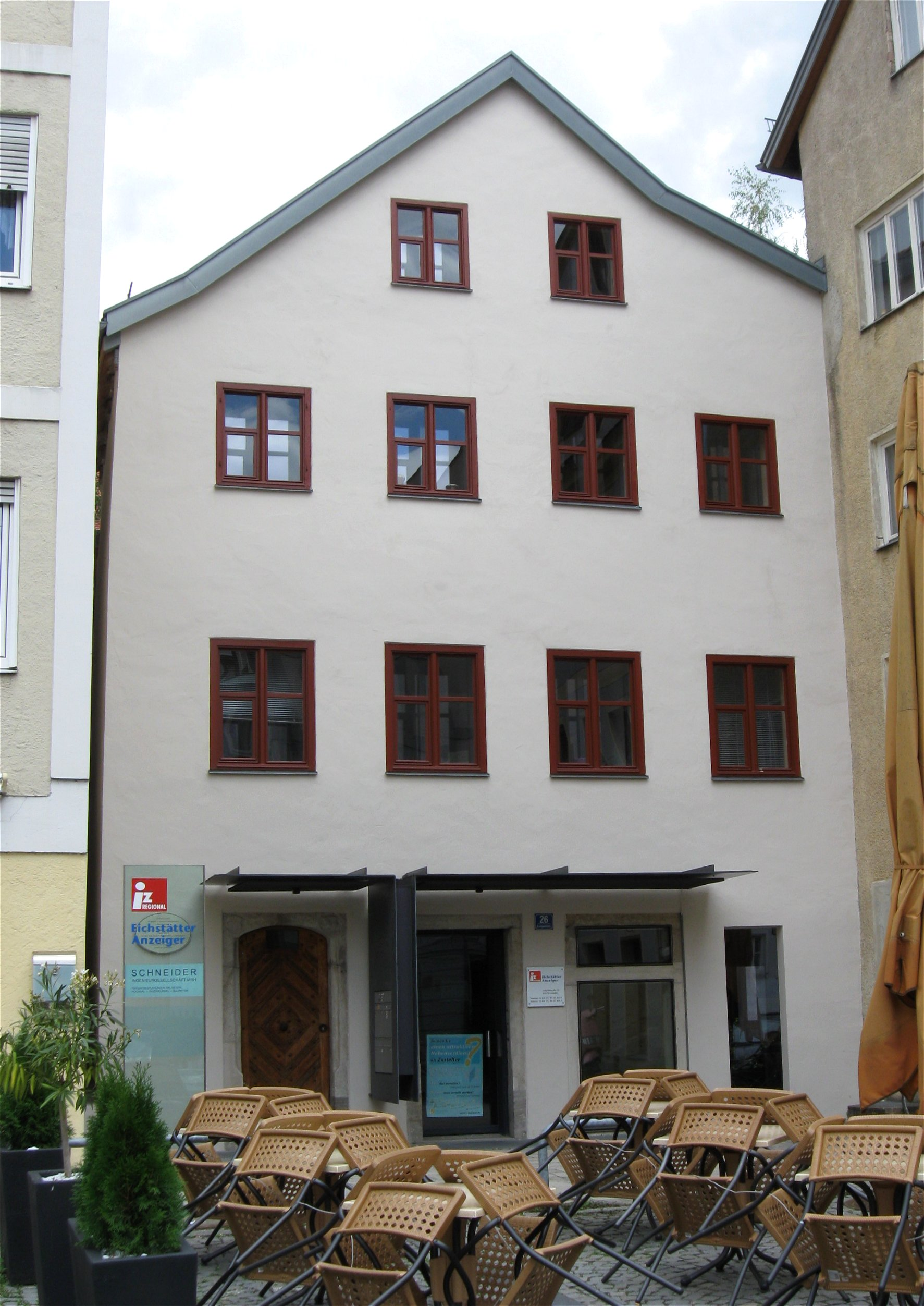
Krebshaus Eichstätt, Südfassade

Das Krebshaus befindet sich im Altstadtkern von Eichstätt. Das vermutlich auf gotische Bausubstanz zurückgehende Wohnhaus ist unter der Aktennummer D-1-76-123-119 in der Denkmalliste Bayern eingetragen.

## Lage
Das Krebshaus befindet sich in der Luitpoldstraße 26 in direkter Nähe zum Künstleratelier Lang von Diezinger & Kramer.

## Architektur und Geschichte
Das giebelständige Doppelhaus, das zwei Hauseingänge besitzt, ist mit dem Jahr 1576 bezeichnet. Die Kelleranlage deutet jedoch auf das 13. und 14. Jahrhundert hin. Das Fachwerk ist verputzt. Zwischen 2000 und 2003 wurde das Haus nach Plänen der Münchner Architekten Jörg Homeier und Gerold Richter in Zusammenarbeit mit Ingenieur Johann Grad umgebaut.

## Baudenkmal
Das Wohngebäude steht unter Denkmalschutz und ist im Denkmalatlas des Bayerischen Landesamtes für Denkmalpflege und in der Liste der Baudenkmäler in Eichstätt eingetragen.

## Auszeichnungen und Preise
- 2004: Bayerischer Bauherrenpreis Stadterneuerung für Homeier und Richter[4]